# Panhard & Levassor Type X58
Der Panhard & Levassor Type X58 ist ein Pkw-Prototyp von 1927. Hersteller war Panhard & Levassor in Frankreich.

## Beschreibung
Die Fahrzeuge haben einen ventillosen Schiebermotor nach einer Lizenz von Charles Yale Knight. Im Motorcode „SK4D5“ steht das „K“ für Knight und die „4“ für die Anzahl der Zylinder.
Der Vierzylinder-Reihenmotor hat 75 mm Bohrung, 130 mm Hub und 2297 cm³ Hubraum. Er wurde auch 12 CV genannt.
Es blieb bei einem Einzelstück.